# Theo Bos (kolarz)
Théo Bos (ur. 22 sierpnia 1983 w Hierden) – holenderski kolarz torowy i szosowy, multimedalista mistrzostw świata, srebrny medalista olimpijski, rekordzista świata na dystansie 200 metrów ze startu lotnego.
W 2006 zdobył dwa tytuły mistrza świata - w sprincie oraz w keirinie. Pod koniec grudnia 2006 Bos, czasem 9.772, pobił jedenastoletni rekord świata na 200 metrów ze startu lotnego, należący wcześniej do Curta Harnetta. Tego samego roku został sportowcem roku w Holandii.
W roku 2008 firma rowerowa Koga-Miyata ukończyła projekt roweru dla Théo Bosa pod nazwą "Kimera", którego opracowanie kosztowało 500 000 €.

## Kariera torowa

### Igrzyska olimpijskie
- 2004 –  sprint

### Mistrzostwa świata w kolarstwie torowym
- 2004 –  sprint
- 2005 –  1 km ze startu zatrzymanego;  sprint drużynowy
- 2006 –  sprint;  keirin
- 2007 –  sprint;  keirin
- 2008 –  sprint drużynowy
- 2011 –  madison

## Kariera szosowa
2010
- 1. miejsce w Clásica de Almería
- 1. miejsce na 5. etapie Vuelta a Murcia

2011
- 1. miejsce na 1. i 3. etapie Tour of Oman
- 1. miejsce w Tour de Rijke
- 2. miejsce w Delta Tour Zeeland
- 1. miejsce na 6. etapie Post Danmark Rundt
- 1. miejsce w Dutch Food Valley Classic

2012
- 3. miejsce w Scheldeprijs
- 1. miejsce w Dwars door Drenthe
- 1. miejsce w Dutch Food Valley Classic
- 1. miejsce na 1. i 8. etapie Tour of Turkey
- 1. miejsce na 3. etapie Eneco Tour
- 1. miejsce w Memorial Rik Van Steenbergen
- 1. miejsce na 2. etapie World Ports Classic

2013
- 1. miejsce na 2. etapie Volta a Algarve
- 1. miejsce na 1. i 2.etapie Tour de Langkawi
- 1. miejsce na 1. etapie Criterium International
- 1. miejsce na 3. etapie Tour of Norway
- 1. miejsce na 2. etapie Ster ZLM Toer
- 1. miejsce na 2., 3., 4., 5., 7. i 9. etapie Tour of Hainan

2014
- 1. miejsce w Delta Tour Zeeland
- 1. miejsce na 3. etapie Tour de Pologne